# Большой Лог (приток Аксая)
Большо́й Лог — балка в Ростовской области России, правый приток Аксая (рукав Дона). Общая длина 18 км, длина по тальвегу 15,9 км, расстояние от истока до устья по прямой 14,7 км. Коэффициент извилистости 1,132 (очень мал в связи с тем, что русло реки на большей части своего протяжения искусственно спрямлено). Общее падение 101,8 м, уклон 5,655 м/км (велик в связи с тем, что река имеет маленькую длину и большое падение). Крупнейший приток — балка Камышеваха (9 км), крупнейший населённый пункт — город Аксай (36 134 человек, 2010 год). На большей части своего протяжения река заросла тростником (часто ошибочно называется камышом). Через реку сооружено 4 автомобильных моста (с асфальтом) и 1 железнодорожный. На реке сооружены пруды.

## Течение

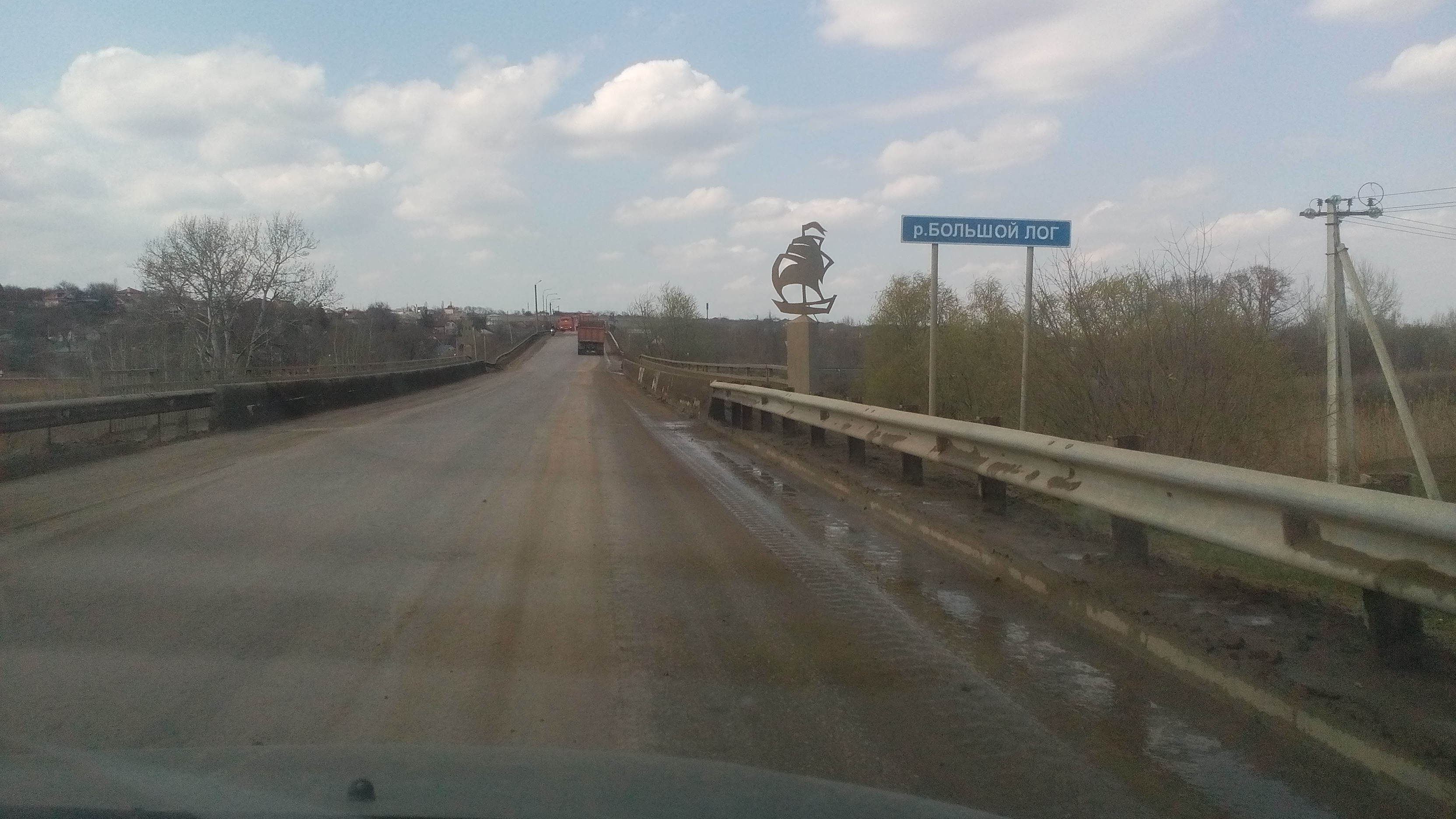
Указатель реки на автодороге из Большого Лога в Старочеркасск

Река берёт начало у трассы М4 «Дон», на водоразделе с рекой Тузлов (также приток Аксая), в 700 м к югу от посёлка Красный Колос. Первые 1,2 км течёт на западо-юго-запад, после общее направление течения на юг. Далее протекает через крупный пруд. Ниже пруда на правобережье расположены дачные участки, виноградники и фруктовые сады. После слева принимает свой крупнейший приток — балку Камышеваху. Чуть ниже по течению входит в пределы хутора Большой Лог, по которому протекает на протяжении 4,9 км.
В южной его части река пересекается железной дороги на линии Кизитеринка — Каменоломни. После этого выходит на пойму Аксая, и течёт вдоль микрорайона города Аксая Берданосовка на юго-юго-запад. Перед устьем образует Большой затон (это название) и напротив судоремонтного завода «Мидель» впадает в реку Аксай с правой стороны, в 1,8 км от её устья. Устье реки расположено в 2,7 км от центра города Аксая, и в 14,4 км от центра Ростова-на-Дону. Река и весь её бассейн полностью расположены на территории Аксайского района Ростовской области.

## Бассейн
Большая часть бассейна реки засеяна сельскохозяйственными культурами. Некоторая часть также занята садами и виноградниками, а также жилой, и прочей застройкой. Кроме того на территории бассейна расположено кладбище.
Бассейн реки составляют следующие водотоки:
- Большой Лог
  - б. Камышеваха — (л)
  - б. Дубовая — (п)
  - б. Мухина — (п)
  - б. Клиновая-(л)

## Населённые пункты
На реке расположены следующие населённые пункты:
- х. Большой Лог
- мкр. Берданосовка (Аксай)

Кроме того на территории водосборного бассейна реки расположена часть города Акасая (не Берданосовки) и посёлки Аглос, Мускатный, Опытный (частично), Российский и Степной.